# Eiyū-ō, bu o kiwameru tame tensei-su
Eiyū-ō, bu o kiwameru tame tensei-su: Soshite, sekai saikyō no minarai kishi (英雄王、武を極めるため転生す ～そして、世界最強の見習い騎士♀～ dịch: "Vua anh hùng, tái sinh để tinh thông võ thuật, và rồi trở thành nữ hiệp sĩ tập sự mạnh nhất thế giới") là một loạt light novel Nhật Bản do Hayaken viết và Nagu phụ trách minh họa. Ban đầu được đăng trực tuyến trên website Shōsetsuka ni Narō từ tháng 3 năm 2019, tác phẩm được Hobby Japan mua lại và cho xuất bản thành sách dưới ấn hiệu HJ Comics. Bản manga chuyển thể của tác giả Kuromura Moto được đăng trên website Comic Fire từ tháng 12 năm 2019. Bản anime chuyển thể do Studio Comet thực hiện lên sóng truyền hình Nhật Bản vào tháng 1–tháng 3 năm 2023.

## Nhân vật
Inglis Eucus (イングリス Ingurisu)
Lồng tiếng bởi: Kitō Akari
Rafinha Bilford (ラフィニア Rafinia)
Lồng tiếng bởi: Kakuma Ai
Leone Olfa (レオーネ・オルファー Reōne Orufā)
Lồng tiếng bởi: Kusunoki Tomori
Liselotte Arcia (リーゼロッテ・アールシア Rīzerotte Arushia)
Lồng tiếng bởi: Kuramochi Wakana
Eris (エリス Erisu)
Lồng tiếng bởi: Shiraishi Haruka
Sistia Rouge (システィア・ルージュ Shisutia Rūju)
Lồng tiếng bởi: Kitamura Eri
Ripple (リップル Rippuru)
Lồng tiếng bởi: Ōzora Naomi
Rafael Billford (ラファエル・ビルフォード Rafaeru Birufōdo)
Lồng tiếng bởi: Tamaru Atsushi
Leon Olfer (レオン・オルファー Reon Orufā)
Lồng tiếng bởi: Nakamura Yuichi
Kuro Kamen no Otoko (黒仮面の男)
Lồng tiếng bởi: Konishi Katsuyuki
Rō Ō Inglis (老王イングリス Rō Ō Ingurisu)
Lồng tiếng bởi: Mugihito

## Truyền thông
Eiyū-ō, bu o kiwameru tame tensei-su: Soshite, sekai saikyō no minarai kishi ban đầu được đăng trực tuyến trên website Shōsetsuka ni Narō từ tháng 3 năm 2019. Nhà xuất bản Hobby Japan mua lại tác phẩm và xuất bản thành mười tập light novel dưới ấn hiệu HJ Bunko.
Bản manga chuyển thể do Kuromura Moto minh họa dựa trên nguyên tác của Hayaken. Manga được đăng trực tuyến trên website Comic Fire của Hobby Japan từ tháng 12 năm 2019. Đến nay manga có năm tập tankōbon được phát hành.
Hiện tại, cả light novel và manga có bản quyền tiếng Anh của J-Novel Club tại Bắc Mĩ, và bản quyền tiếng Trung của nhà xuất bản Đông Lập tại Đài Loan.

#### Danh sách tập light novel
| #  | Ngày phát hành Nhật | ISBN Nhật         |
| -- | ------------------- | ----------------- |
| 1  | 30 tháng 11, 2019   | 978-4-79-862064-0 |
| 2  | 29 tháng 2, 2020    | 978-4-79-862147-0 |
| 3  | 1 tháng 7, 2020     | 978-4-79-862244-6 |
| 4  | 31 tháng 10, 2020   | 978-4-79-862344-3 |
| 5  | 1 tháng 5, 2021     | 978-4-79-862479-2 |
| 6  | 1 tháng 12, 2021    | 978-4-79-862675-8 |
| 7  | 30 tháng 4, 2022    | 978-4-79-862826-4 |
| 8  | 1 tháng 8, 2022     | 978-4-79-862886-8 |
| 9  | 1 tháng 3, 2023     | 978-4-79-863016-8 |
| 10 | 1 tháng 9, 2023     | 978-4-79-863264-3 |
| 11 | 28 tháng 12, 2023   | 978-4-79-863381-7 |
| 12 | 1 tháng 8, 2024     | 978-4-79-863595-8 |

#### Danh sách tập manga
| # | Ngày phát hành Nhật | ISBN Nhật         |
| - | ------------------- | ----------------- |
| 1 | 27 tháng 8, 2020    | 978-4-79-862268-2 |
| 2 | 1 tháng 5, 2021     | 978-4-79-862496-9 |
| 3 | 28 tháng 12, 2021   | 978-4-79-862653-6 |
| 4 | 1 tháng 11, 2022    | 978-4-79-862885-1 |
| 5 | 29 tháng 9, 2023    | 978-4-79-863156-1 |
| 6 | 3 tháng 2, 2025     | 978-4-79-863468-5 |

### Anime
Có hai tập mini anime chuyển thể từ light novel được phát hành trên kênh YouTube và trang Twitter chính thức của Comic Fire. Hai tập được đăng tải lần lượt vào ngày 7 tháng 11 và ngày 14 tháng 11 năm 2020.
Vào ngày 29 tháng 11 năm 2021, một bản chuyển thể anime mới được công bố. Ngày 9 tháng 3 năm 2022, bản chuyển thể này được thông báo là một dạng phim truyền hình sẽ phát sóng vào năm 2023. Đồng thời ban nhân sự được tiết lộ; Studio Comet đảm nhiệm hoạt họa, Kuzuya Naoyuki là đạo diễn, Hirota Mitsutaka phụ trách kịch bản, Ōfuji Reiichirō thiết kế nhân vật, Higashiohji Kenta soạn nhạc nền. Bài hát mở đầu là "Day1" thể hiện bởi "Auo feat. Morisaki Win", bài hát cuối anime là "Self Hug Big Love" (セルフハグ・ビッグラヴ) trình bày bởi Nishio Yui. Crunchyroll được cấp phép phát hành anime bên ngoài khu vực châu Á. Muse Communication giữ quyền phân phối anime tại Đông Á và Đông Nam Á.

#### Danh sách tập phim
| 1                                                                | "Vua Anh Hùng Inglis chuyển sinh" "Eiyū-Ō Ingurisu, Tensei-su" (英雄王イングリス、転生す)          | 10 tháng 1, 2023 |
| 2                                                                | "Tình cờ gặp gỡ Thiên Huệ Võ Cơ" "Hairaru Menasu no Kaigō" (天恵武姫の邂逅)                        | 17 tháng 1, 2023 |
| 3                                                                | "Lên đường đến vương đô" "Ōto e no Tabidachi" (王都への旅立ち)                                     | 24 tháng 1, 2023 |
| 4                                                                | "Thị trấn bị Highlander chi phối" "Hairandā ga Shihai Suru achi" (天上人が支配する街)              | 31 tháng 1, 2023 |
| 5                                                                | "Học viện kỵ sĩ hoàng gia" "Ōritsu Kishi Academy" (王立騎士アカデミー)                             | 7 tháng 2, 2023  |
| 6                                                                | "Mê cung thử thách" "Shiren no Meikyū" (試練の迷宮)                                                | 14 tháng 2, 2023 |
| 7                                                                | "Thiên Huệ Võ Cơ lâm bệnh" "Hairaru Menasu no Yamai" (天恵武姫の病)                                | 21 tháng 2, 2023 |
| 8                                                                | "Lệnh bảo vệ Ripple" "Rippuru Goei Shirei" (リップル護衛指令)                                      | 28 tháng 2, 2023 |
| 9                                                                | "Ấn khí mới" "Atarashī Main Bugu" (新しい魔印武具)                                                 | 7 tháng 3, 2023  |
| 10                                                               | "Kế hoạch tấn công Highlander" "Tenjō Hito Shūgeki Keikaku" (天上人襲撃計画)                       | 14 tháng 3, 2023 |
| 11                                                               | "Kỵ sĩ tập sự vô song" "Minarai Kishi, Musō su" (天上人襲撃計画)                                   | 21 tháng 3, 2023 |
| 12                                                               | "Kịch chiến! Vua Anh Hùng vs Vua Cầu Vồng" "Gekitotsu! Eiyū-ō vs Niji no ō" (激突！英雄王vs虹の王) | 28 tháng 3, 2023 |
| * Tựa đề tiếng Việt được lấy từ kênh Muse Việt Nam trên YouTube. | |                  |